# ذرة معدلة وراثيا

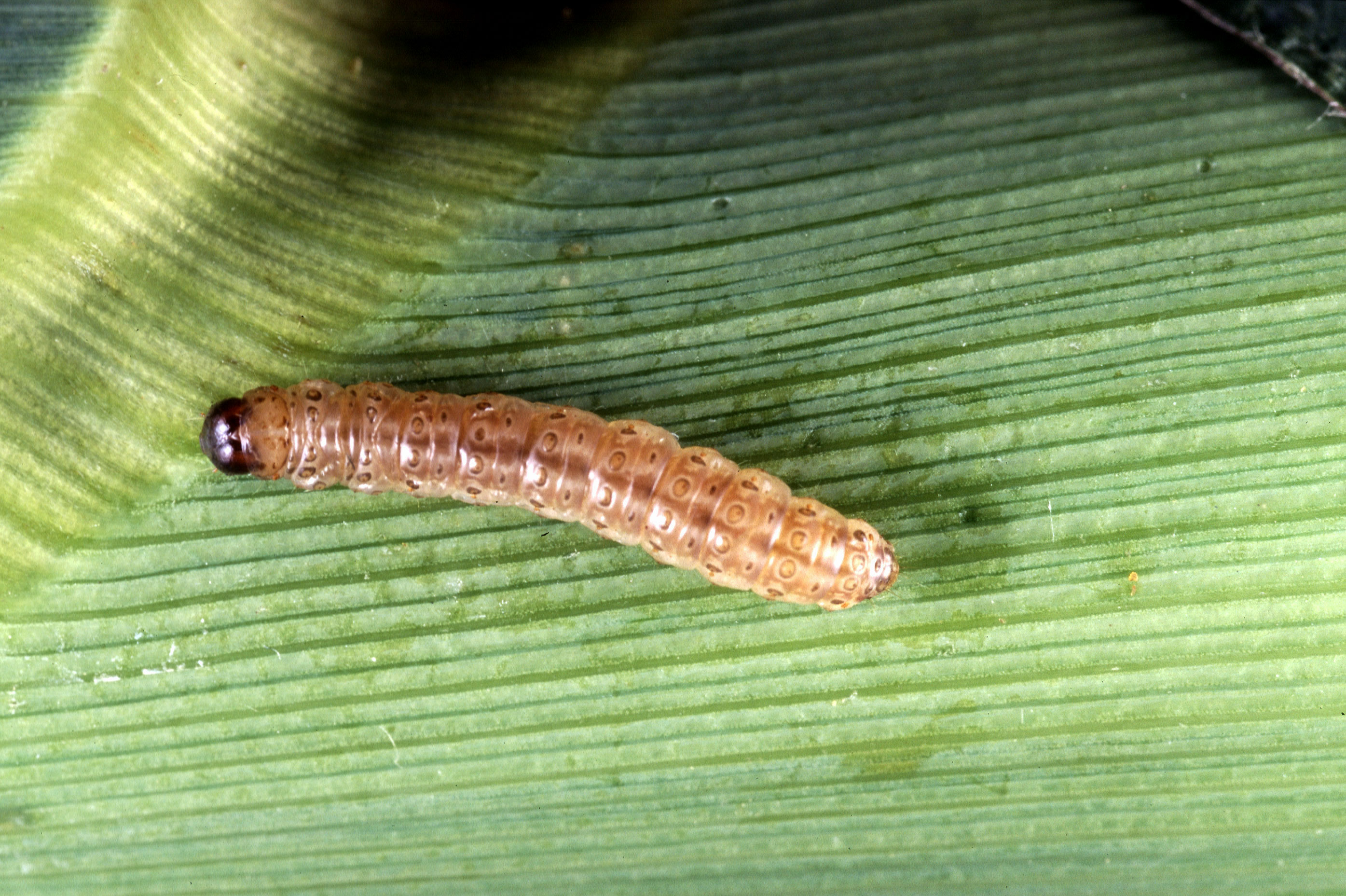

الذرة المعدلة وراثيا (بالإنجليزية: Genetically modified maize)‏ هي نباتات ذرة تم إدخال مورثات إضافية إليها بشكل صناعي ومن مصادر غير جينوم الذرة، ما كانت لتنتقل إلى الذرة بشكل طبيعي. كبقية حالات النباتات المعدلة وراثياً، أحدثت هذه التغييرات بهدف إدخال مقاومة لمبيد أعشاب معين مثل الذرة المقاومة لراوند أب (بالإنجليزية: Roundup Ready Corn)‏) أو لمقاومة حشرة ضارة مثل الذرة ذات مورثة العصوية التورنجية (بالإنجليزية: Bt corn)‏ (لمقاومة ثاقبات السيقان). الذرة المعدلة وراثياً محصول اقتصادي مهم جداً في الولايات المتحدة وكندا والأرجنتين والبرازيل.

## أمثلتها
من أمثلة الذرة المعدلة وراثياً:
- الذرة المقاومة لراوند أب (بالإنجليزية: Roundup Ready Corn)‏
- الذرة المقاومة للليبرتي (أو مبيد الأعشاب غلوفوسينات) (بالإنجليزية: LibertyLink Corn)‏
- الذرة ذات مورثة العصوية التورنجية (بالإنجليزية: Bt corn)‏